# Книпа (Тексас)
Книпа (енгл. Knippa) насељено је место без административног статуса у америчкој савезној држави Тексас.

## Демографија
По попису из 2010. године број становника је 689, што је 50 (-6,8%) становника мање него 2000. године.
| Група             | 2000.       | 2010.       |
| Белци             | 318 (43,0%) | 265 (38,5%) |
| Афроамериканци    | 2 (0,3%)    | 1 (0,1%)    |
| Азијати           | 0 (0,0%)    | 0 (0,0%)    |
| Хиспаноамериканци | 409 (55,3%) | 420 (61,0%) |
| Укупно            | 739         | 689         |